# Сан-Грегоріо-Матезе
Сан-Грегоріо-Матезе, Сан-Ґреґоріо-Матезе (італ. San Gregorio Matese) — муніципалітет в Італії, у регіоні Кампанія,  провінція Казерта.
Сан-Грегоріо-Матезе розташований на відстані близько 170 км на схід від Рима, 65 км на північ від Неаполя, 36 км на північ від Казерти.
Населення — 996 осіб (2014).
Щорічний фестиваль відбувається першої неділі серпня. Покровитель — San Gregorio Magno.

## Демографія
Населення за роками:

Станом на 1 січня 2023 року в муніципалітеті офіційно проживало 15 іноземців з 4 країн, серед них 13 громадян країн Євросоюзу.

## Сусідні муніципалітети
- Бояно
- Кампок'яро
- Кастелло-дель-Матезе
- Летіно
- П'єдімонте-Матезе
- Равісканіна
- Роккамандольфі
- Сан-Массімо
- Сан-Поло-Матезе
- Сант'Анджело-д'Аліфе
- Валле-Агрикола